# A Kid in King Arthur's Court
A Kid in King Arthur's Court (bra Um Garoto na Corte do Rei Arthur) é um filme britano-magiar-estadunidense de 1995, dos gêneros aventura, fantasia e comédia, dirigido por Michael Gottlieb para a Walt Disney Pictures, com roteiro de Michael Part e Robert Levy baseado no conto A Connecticut Yankee in King Arthur's Court, de Mark Twain.

## Sinopse
Durante um jogo de beisebol, o garoto Calvin cai em uma rachadura que se abre na terra e vai parar na época dos Cavaleiros da Távola Redonda. Ele foi trazido pelo mago Merlin para uma missão difícil: ajudar o Rei Arthur a reconquistar o seu reinado. O menino acaba deixando todo mundo louco com suas fantásticas "invenções": o CD, os patins, a bicicleta, e até o Big Mac.[carece de fontes?]

## Elenco principal
- Thomas Ian Nicholas.... Calvin Fuller
- Joss Ackland.... rei Artur
- Art Malik.... lorde Belasco
- Paloma Baeza.... princesa Katey
- Kate Winslet.... princesa Sarah
- Daniel Craig.... mestre Kane
- David Tysall.... Ratan
- Ron Moody.... Merlin
- Barry Stanton.... ferreiro